# Bates Point
Bates Point är en udde i Antarktis. Den ligger i Östantarktis. Nya Zeeland gör anspråk på området.
Terrängen inåt land är platt åt sydost, men åt nordväst är den kuperad. Havet är nära Bates Point åt sydost. Trakten är obefolkad. Det finns inga samhällen i närheten.